# Чернуха (приток Печуги)

Чернуха — река в России, протекает в Лухском районе Ивановской области. Устье реки находится в 6,8 км по левому берегу реки Печуга. Длина реки составляет 10 км.
Река начинается севернее деревни Петельниково в 11 км к юго-западу от посёлка Лух. Река течёт на юго-восток, протекает деревню Петельниково и нежилую деревню Архангельское. Впадает в Печугу ниже деревни Богданово.

## Данные водного реестра
По данным государственного водного реестра России относится к Окскому бассейновому округу, водохозяйственный участок реки — Клязьма от города Ковров и до устья, без реки Уводь, речной подбассейн реки — бассейны притоков Оки от Мокши до впадения в Волгу. Речной бассейн реки — Ока.
По данным геоинформационной системы водохозяйственного районирования территории РФ, подготовленной Федеральным агентством водных ресурсов:
- Код водного объекта в государственном водном реестре — 09010301112110000033686
- Код по гидрологической изученности (ГИ) — 110003368
- Код бассейна — 09.01.03.011
- Номер тома по ГИ — 10
- Выпуск по ГИ — 0